# Joe Esposito (Sänger)
Joseph Patrick Esposito (auch: Joe „Bean“ Esposito), (* 5. Mai 1948 in Brooklyn, New York) ist ein US-amerikanischer Sänger. 

## Leben und Karriere
Joe Esposito war ab 1977 Leadsänger der Gesangsgruppe Brooklyn Dreams, die Rhythm and Blues mit der damals beliebten Discomusik vermischten. Brooklyn Dreams sind vor allem für ihre Zusammenarbeit mit Donna Summer bei den Hits Heaven Knows und Bad Girls bekannt.
Nach der Auflösung von Brooklyn Dreams arbeitete Joe Esposito als Solokünstler und war dabei mit einigen Filmsongs am erfolgreichsten. Mit dem von Giorgio Moroder produzierten Lied Lady, Lady, Lady war er im Film Flashdance zu hören. Moroder hätte ihm dabei fast das Lied Flashdance … What a Feeling zum Singen im Film gegeben, ehe sich Irene Cara in letzter Minute für dieses entschied, sodass Esposito auf Lady, Lady, Lady ausweichen musste. In den österreichischen Charts kam er mit seinem Lied bis auf Platz 7 und war dort zehn Wochen vertreten, in der Schweiz erreichte es Platz 19. Das Flashdance-Album mit den Filmsongs erhielt eine Nominierung für den Grammy Award for Album of the Year. Für den Tanzfilm Staying Alive (1983) schrieb er drei der im Film vorkommenden Songs. Bekannt wurde auch durch sein im Film Karate Kid (1984) vorkommendes Lied You’re the Best, das später häufiger gecovert wurde und wegen seiner Bekanntheit immer wieder aufgegriffen wurde, etwa 2015 von Donald Trump als Wahlkampfsong sowie 2022 vom ZDF in der Berichterstattung zu den Olympischen Winterspielen. Für den Film Der Prinz aus Zamunda (1988) sang Esposito im Duett mit Laura Branigan die Liebesballade Come into My Life.
Joe Esposito nahm drei Soloalben auf: das von Moroder produzierte Solitary Men (1983), das von Michael Omartian produzierte Joe, Bruce and Second Ave (1987) und zuletzt das selbstproduzierte Treated and Released (1996). Joe Esposito lebt heute in Las Vegas und ist seit 2013 Leadsänger in der vom Doo Wop beeinflussten Gesangsgruppe Brooklyn Bridge. Er ist der Vater von Mike Esposito (* 1981), einem früheren Baseballspieler der Colorado Rockies.